# Трахаг

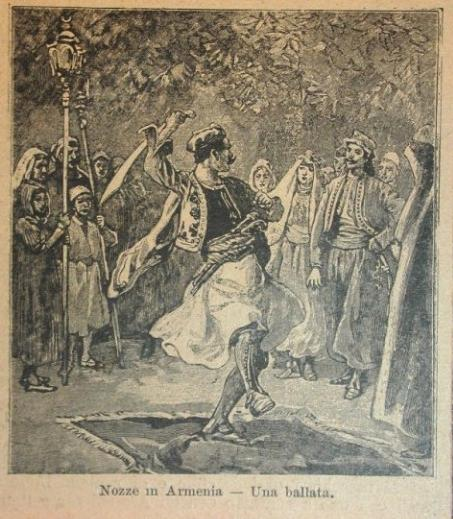
Танець із шаблею

Трахаг, танець із шаблями (вірм. Թրախաղ, від թուր — «шабля» + խաղ — «танець, пісня, гра») — вірменський національний танець. Належить до войовничих танців, виконується суто чоловіками (соло, дуетом або колективно).

## Опис
Трахаг спочатку виконувався як ритуальний обряд, що мав вселити у воїнів відвагу і непереможний дух перед початком війни або запеклого бою.
Виконується в супроводі інструментального ансамблю (шві, зурна, дхол, іноді акордеон) разом із різними видами зброї — шабель, мечів, загострених товстих палиць (древнеарм. «бирер» — вид палиці).
Танець складається з ритмічно виконуваних у швидкому темпі різних дрібних рухів і переборів ніг. Танцюрист імітує рухи воїна: широкими кроками він підіймається на гору, то зістрибує зі скелі, ведучи бій з противником так, щоб «земля здригалася під ворогом». При цьому основне завдання виконавця — демонстрація свого вміння володіти зброєю (однією або декількома шаблями).
При груповому виконанні танцюристи, розділившись на дві партії, «борються», виконуючи стрибки, обертання, присядки, міняючись місцями. Один ряд наступає на інший або переслідує його, інший — відступає і захищається. Рухами вперед і в сторони передається напад на ворога, рухами тому — відступ і оборона.
Іншими вірменськими войовничими танцями зі зброєю є «ханчал пар» («танець з кинджалами»), «данаки пар» (Դանագի պար — «танець з ножем») і «ярхушта» («товариш по зброї»).